# アクシオム・スペース
アクシオム・スペース (Axiom Space) は、民間主体の宇宙開発を行っているアメリカの企業。テキサス州ヒューストンに本社を置く。民間宇宙旅行の運営や民間宇宙ステーションの開発を行っている。2022年にはアルテミス計画で宇宙飛行士が月面での活動時に着用する宇宙服を開発する企業としてNASAに選定された。
2021年より三井物産が資本提携、戦略的パートナーシップ協定書を三井物産エアロスペースと共に締結している。
2023年1月17日、株式会社DigitalBlastが業務委託契約を締結した。